# Willem II van Württemberg
Willem II (Wilhelm Karl Paul Heinrich Friedrich) (Stuttgart, 25 februari 1848 - Bebenhausen, 2 oktober 1921) was de laatste koning van Württemberg. Hij regeerde van 1891 tot de novemberrevolutie in 1918. Hij was het enige kind van Frederik Karel August van Württemberg en diens vrouw Catharina, een dochter van Willem I van Württemberg. Toen het duidelijk was dat koning Karel I kinderloos zou blijven werd Willem als troonopvolger aangewezen en zo opgevoed.
Willem trad in dienst bij het Pruisische leger in Potsdam, een functie die hem echter niet bijzonder aantrok. Toen koning Karel in zijn laatste jaren tekenen van oververmoeidheid begon te vertonen, nam de jonge prins al representatieve taken van hem over. In 1877 trad hij in het huwelijk met Maria (1857-1882), dochter van vorst George Victor van Waldeck-Pyrmont. Dit huwelijk uit liefde met een lid van de tamelijk onbelangrijke dynastie van het staatje Waldeck-Pyrmont kon in Württemberg op weinig enthousiasme rekenen. Het paar kreeg drie kinderen, van wie alleen het oudste, Pauline (1877-1965), in leven bleef. De in 1880 geboren prins Ulrich stierf al na enkele maanden. In 1882 stierf Marie in het kraambed, het kind werd dood geboren.
In 1886 hertrouwde Willem opnieuw beneden zijn stand met Charlotte (1864-1946), kleindochter van vorst George Willem van Schaumburg-Lippe. Uit dit huwelijk werden geen kinderen geboren en daarom nam sinds de jaren 1890 hertog Albrecht, uit een zijlinie van de familie, als toekomstige troonopvolger deel aan de regering.

## Koningschap
Willem werd na de dood van Karel op 6 oktober 1891 koning. Hij leefde als een burger uit de hogere middenklasse en wandelde tot in zijn laatste dagen als koning zonder bewaking of begeleiding door Stuttgart. Mannen uit het volk nodigde hij uit voor herenavonden in zijn Stuttgartse residentie het Wilhelmspalais.
Willem II stond afstandelijk tegenover de Duitse keizer Wilhelm II, aangezien hij niet veel ophad met diens militarisme. Bovendien eiste de keizer - in een tijd waarin de monarchie als staatsvorm al onder druk stond - strikte ondergeschiktheid en gehoorzaamheid van zijn onderdanen terwijl koning Willem de besluiten van zijn landdag en de meningen van zijn ministers respecteerde. De keizer wist Willems goedmoedigheid en besluiteloosheid meermaals uit te buiten. Onder Willems bescherming vond in Stuttgart een socialistisch congres plaats en in het hoftheater werden stukken opgevoerd die in andere staten verboden waren (zoals van Frank Wedekind).
In 1906 werd onder Willems bewind een grondwetshervorming doorgevoerd. De Tweede Kamer bestond voortaan niet enkel meer uit leden van de happy few, maar werd een echte volkskamer; de Eerste Kamer werd uitgebreid met leden van de adel en vertegenwoordigers van kerken, hogescholen, landbouw, industrie, handel en nijverheid. Steden kregen nu in de Tweede Kamer deels een aantal stemmen naar hun aantal inwoners. Voordien had elke stad evenveel stemmen, onafhankelijk van het aantal inwoners.

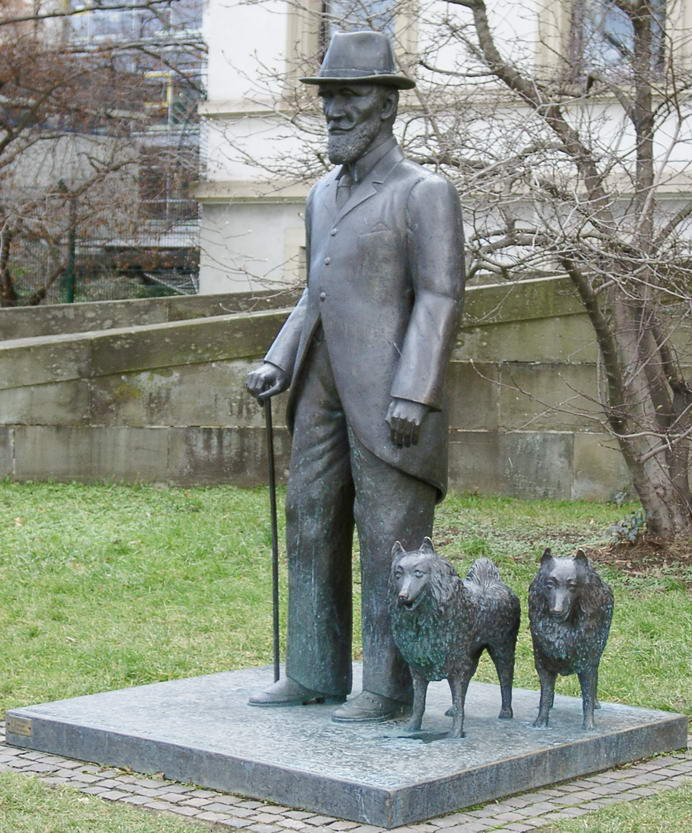
Monument voor Willem II door Hermann-Christian Zimmerle (1991) voor het Wilhelmspalais te Stuttgart

Het uitbreken van de Eerste Wereldoorlog trof de koning zwaar: met tranen in de ogen nam hij afscheid van de troepen in Stuttgart. Onder het volk heerste echter patriottische massahysterie en groot enthousiasme voor de oorlog. Het was duidelijk dat Württemberg bij de oorlog niets te winnen had, maar koning Willem zag de ontwikkelingen op fatalistische wijze aan.

## Einde van de monarchie
Na de oorlog was het duidelijk dat de monarchie geen lang leven meer beschoren was. Op 8 november 1918 kondigden de sociaaldemocraten een massademonstratie aan. De regering deed niets en Willem ging met zijn hond wandelen in de tuin. Uit een meerderheid van de landdag werd een parlementaire regering samengesteld. Op 9 november maakte rijkskanselier prins Max van Baden het aftreden van de keizer bekend. Willem beëdigde een overgangsregering, maar diezelfde middag bezette een groep demonstranten het Wilhelmspalais. De veiligheidsdienst greep niet in, een feit waarover Willem zo teleurgesteld was dat hij diezelfde avond nog Stuttgart verliet.
De overgangsregering trad terug en op 11 november nam een groep revolutionairen onder leiding van de sociaaldemocraat Wilhelm Blos de regering op zich: die Republik ist erklärt (de republiek is uitgeroepen) luidde de proclamatie. Koning Willem II deed op 30 november troonsafstand en nam de titel van hertog van Württemberg aan. Hij stierf in oktober 1921 te Bebenhausen. Het feit dat het volk hem tijdens de revolutie niet steunde had hij nooit kunnen verkroppen en op zijn verzoek werd de begrafenisstoet om Stuttgart heen geleid. Hij werd op de Alte Friedhof in Ludwigsburg naast zijn eerste vrouw en zoontjes begraven.

## Voorvaderen
| Willem II van Württemberg             | Willem II van Württemberg                                                                            | Willem II van Württemberg                                                                            | Willem II van Württemberg                                                                                  | Willem II van Württemberg                                                                                  | Willem II van Württemberg                                                                            | Willem II van Württemberg                                                                            | Willem II van Württemberg                                                                            | Willem II van Württemberg                                                                            |
| ------------------------------------- | --- | --- | --- | --- | --- | --- | --- | --- |
| Overgrootouders                       | Frederik I van Württemberg (1754–1816) ∞ Augusta Caroline van Brunswijk (1764–1788)                  | Frederik I van Württemberg (1754–1816) ∞ Augusta Caroline van Brunswijk (1764–1788)                  | Frederik van Saksen-Altenburg (1763-1834) ∞ Charlotte Georgine Louise van Mecklenburg-Strelitz (1769–1818) | Frederik van Saksen-Altenburg (1763-1834) ∞ Charlotte Georgine Louise van Mecklenburg-Strelitz (1769–1818) | Frederik I van Württemberg (1754–1816) ∞ Augusta Caroline van Brunswijk (1764–1788)                  | Frederik I van Württemberg (1754–1816) ∞ Augusta Caroline van Brunswijk (1764–1788)                  | Lodewijk van Württemberg (1756–1817) ∞ Henriëtte van Nassau-Weilburg (1780-1857)                     | Lodewijk van Württemberg (1756–1817) ∞ Henriëtte van Nassau-Weilburg (1780-1857)                     |
| Grootouders                           | Paul van Württemberg (1785-1852) ∞ Catharine Charlotte van Saksen-Hildburghausen (1787–1847)         | Paul van Württemberg (1785-1852) ∞ Catharine Charlotte van Saksen-Hildburghausen (1787–1847)         | Paul van Württemberg (1785-1852) ∞ Catharine Charlotte van Saksen-Hildburghausen (1787–1847)               | Paul van Württemberg (1785-1852) ∞ Catharine Charlotte van Saksen-Hildburghausen (1787–1847)               | Willem I van Württemberg (1781–1846) ∞ Pauline van Württemberg (1800-1873)                           | Willem I van Württemberg (1781–1846) ∞ Pauline van Württemberg (1800-1873)                           | Willem I van Württemberg (1781–1846) ∞ Pauline van Württemberg (1800-1873)                           | Willem I van Württemberg (1781–1846) ∞ Pauline van Württemberg (1800-1873)                           |
| Ouders                                | Frederik Karel August van Württemberg (1808–1870)< ∞ Catharina Frederika van Württemberg (1821-1898) | Frederik Karel August van Württemberg (1808–1870)< ∞ Catharina Frederika van Württemberg (1821-1898) | Frederik Karel August van Württemberg (1808–1870)< ∞ Catharina Frederika van Württemberg (1821-1898)       | Frederik Karel August van Württemberg (1808–1870)< ∞ Catharina Frederika van Württemberg (1821-1898)       | Frederik Karel August van Württemberg (1808–1870)< ∞ Catharina Frederika van Württemberg (1821-1898) | Frederik Karel August van Württemberg (1808–1870)< ∞ Catharina Frederika van Württemberg (1821-1898) | Frederik Karel August van Württemberg (1808–1870)< ∞ Catharina Frederika van Württemberg (1821-1898) | Frederik Karel August van Württemberg (1808–1870)< ∞ Catharina Frederika van Württemberg (1821-1898) |
| Willem II van Württemberg (1848–1921) | | | | | | | | |